# 大峙駅 (釜山広域市)
大峙駅（テティえき）は、大韓民国釜山広域市沙下区にある釜山交通公社1号線の駅である。駅番号は106。

## 駅構造
島式ホーム1面2線の地下駅。スクリーンタイプのホームドアが設置されている。出入口は4箇所に設けられている。

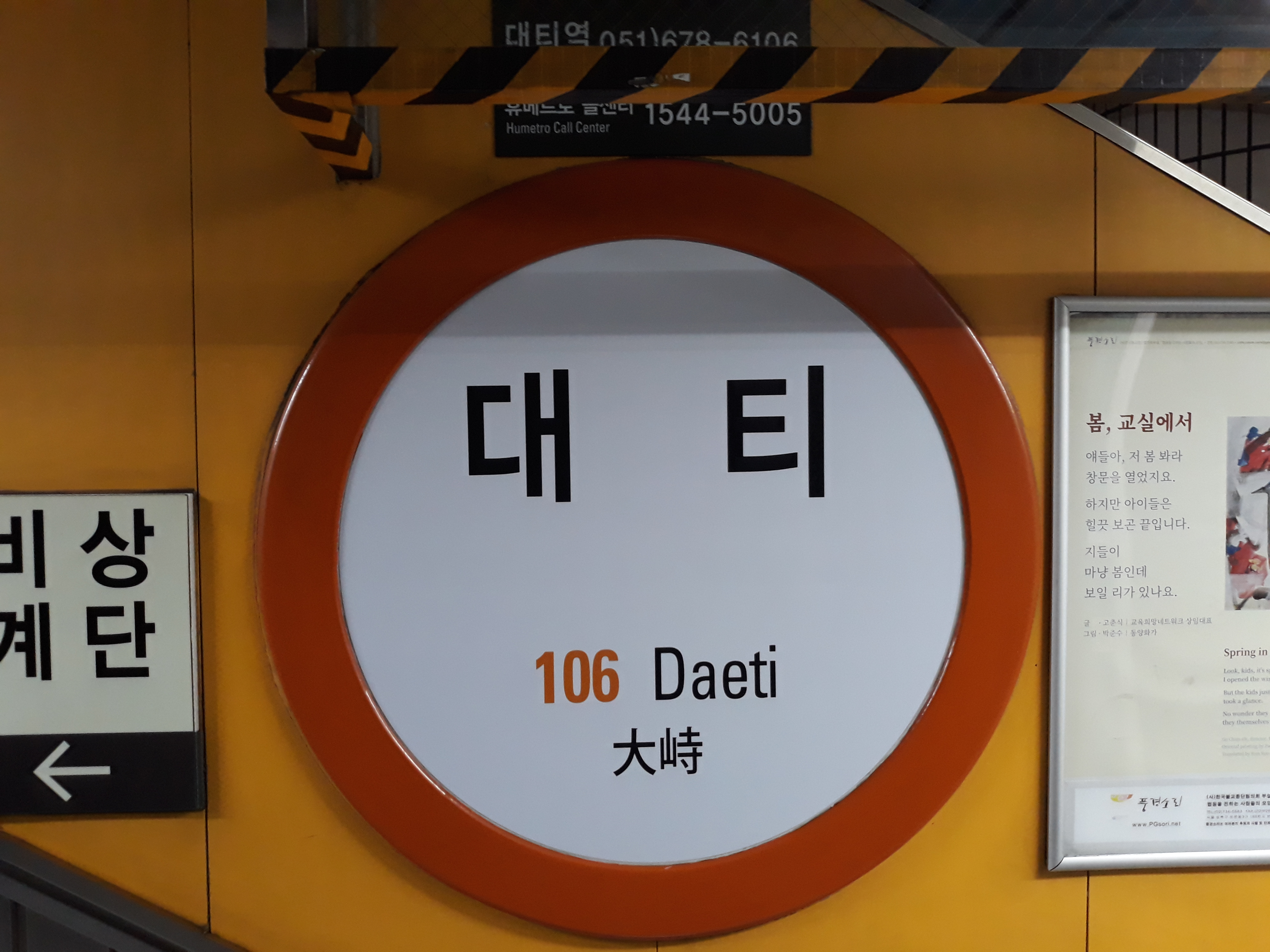
駅名標

### のりば
| 上り | 1号線 | 多大浦海水浴場方面 |
| 下り | 1号線 | 老圃方面           |

## 歴史
- 1994年6月23日 - 1号線新平 - 西大新洞（現・西大新）間延伸に伴い開業。
- 2012年8月27日 - 大峙駅付近で走行中の車両から出火。大峙駅で乗客の避難が行われたものの約40人が病院に運ばれた[1]。

かつて「東洲大学」を副駅名としていたが、2018年1月に削除された。

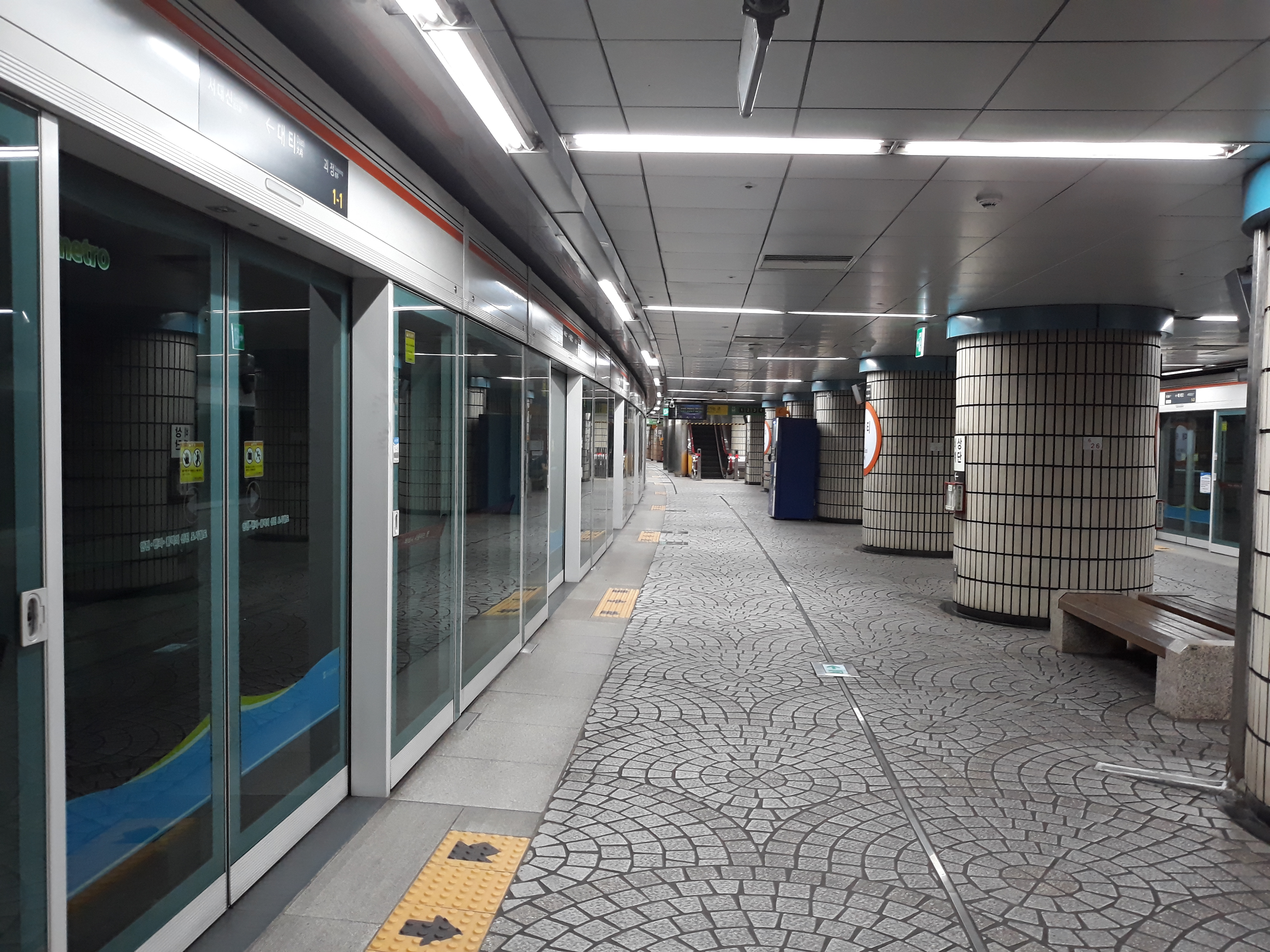
下りホーム(2018年5月)
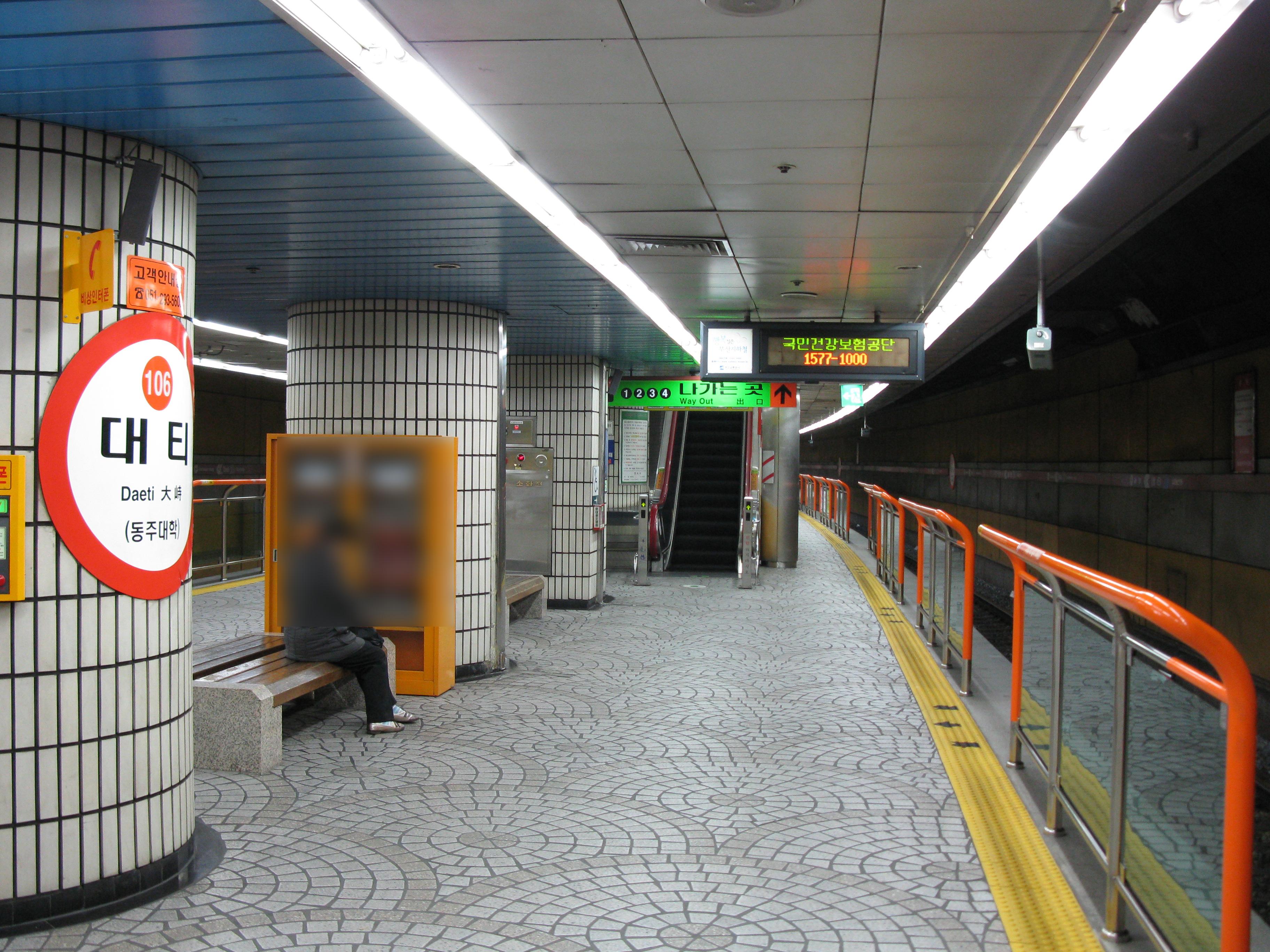
ホームドア設置前（2009年2月）
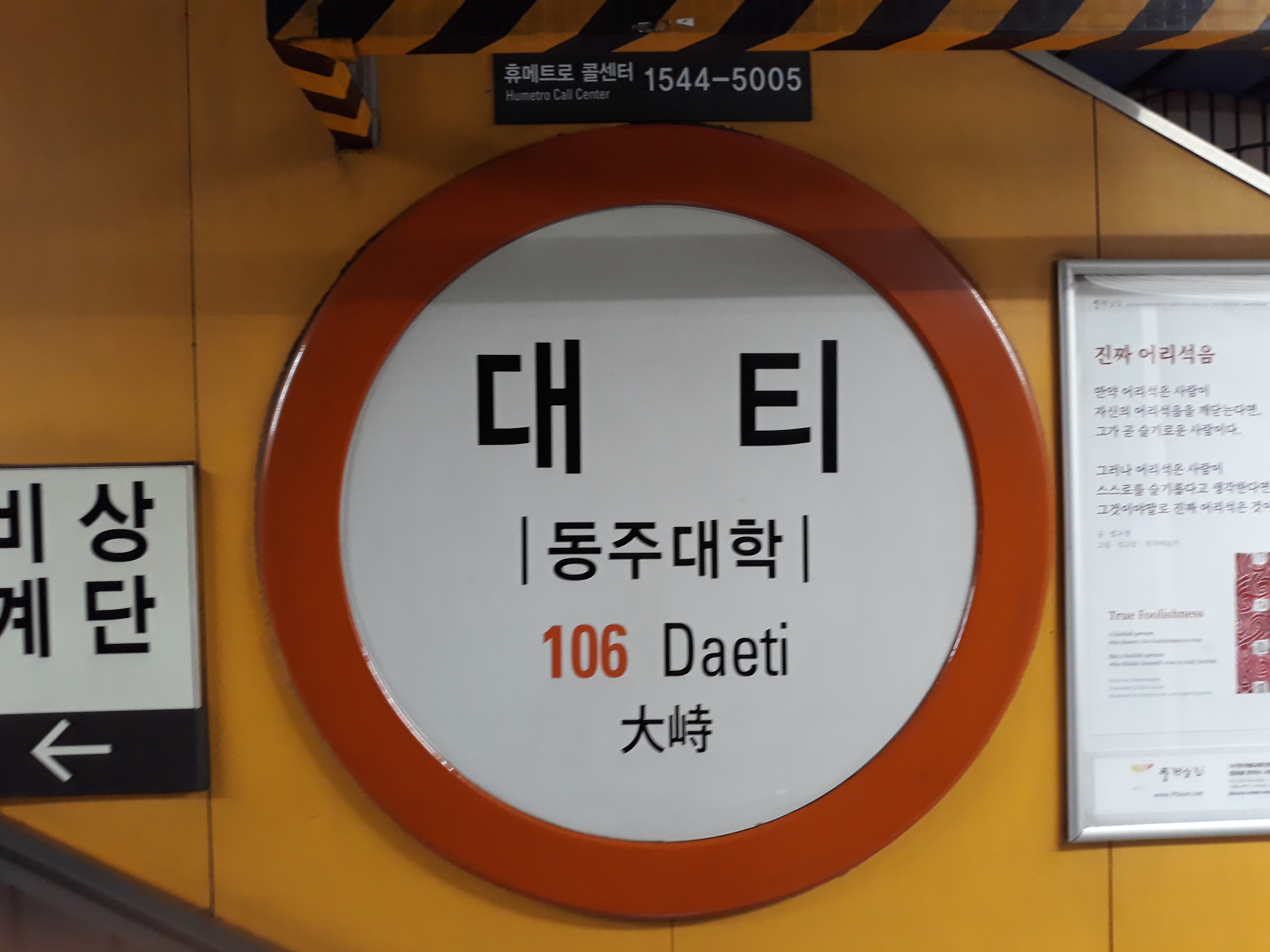
副駅名が併記された駅名標

## 駅周辺
- 槐亭2洞行政福祉センター
- 槐亭3洞行政福祉センター
- 槐亭2洞郵便局
- 槐亭初等学校
- 東洲女子中学校
- 東洲大学校
- 国民銀行槐亭洞支店

## 隣の駅
釜山交通公社
 1号線
槐亭駅 (105) - 大峙駅(106) - 西大新駅 (107)